# مگس کریسوتوکسوم
مگس کریسوتوکسوم (نام علمی: Chrysotoxum) نام یک سرده از تیره مگس گلزار است.